# Kerékbe törés

Kerékbe törés

A kerékbe törés az ókortól egészen a korai újkorig, de főként a középkorban alkalmazott kivégzésnem volt.
A kínhalálra ítéltet földre fektetett gerendákra, aládúcolt rácsozatra vagy faékekkel ellátott, X-alakú vérpadra kötözték, széttárt karral és lábbal, majd vasabroncsos, éles peremű kerékkel összetörték a végtagjait, ügyelve rá, hogy életben maradjon, és csak később pusztuljon el. Másokat hatalmas kerékre kötöztek, s a bakó annak küllői közé tördelte be egy jókora doronggal vagy a hóhérbárddal áldozatának végtagjait, szakaszosan és akkurátusan, különös figyelemmel az ízületek szétroncsolására. Utána a kereket, rajta az áldozattal, póznára húzva közszemlére tették, hogy a küllők közé nyomorított, magatehetetlen delikvens így szenvedjen ki és váljék a hollók, varjak, keselyűk martalékává. Minősített esetekben a kerékbe törést egyéb szörnyű kínzások előzték meg, utána pedig máglyára vetették az agonizáló emberroncsot, vagy a kerék alá gyújtottak tüzet. Enyhébb esetekben a hóhér a végtagok után szétzúzta áldozata mellkasát, gerincét vagy koponyáját is, hogy kínszenvedése ne tartson sokáig, sőt olyan is előfordult, hogy a kerékbe törést rögtön egy halálos csapással kezdte, és a további procedúrát már a hullán hajtotta végre. Gyakori eset volt, hogy a kerékbe törés végén levágták a delikvens fejét, majd a keréktartó pózna hegyébe tűzték, mindenki számára elrettentésül.
A kerékbe törés eleinte főleg keresztény vértanúk, később sorozatgyilkosok, rablók, útonállók, gyújtogatók és erőszaktevők kivégzési módja volt. Számos közrendű áruló, zendülő és lázadó is erre a sorsra jutott – ilyen módon veszejtették el többek között az erdélyi parasztfelkelés két vezetőjét, Horeát és Cloșcát Gyulafehérvárott, 1785. február 28-án. Kannibalizmus, megrontás, vérfertőzés, boszorkányság, ördöggel való cimborálás vádja esetén ugyancsak kerékbe törés lehetett az ítélet. Végrehajtása nyilvánosan, az eseményre összecsődült vagy összeterelt és fegyveres katonákkal kordában tartott tömeg előtt történt, még a 19. század elején is.